# Уилям Шепард
Уилям Робърт Шепард (на английски: William Robert Shepherd) е американски историк и картограф. Работил е като професор в Колумбийския университет, където е преподавал история на САЩ и Латинска Америка. Получава известност най-вече със своя „Атлас по история“ (Historical Atlas), излязъл в няколко издания.

## Атласът на Шепард
„Атласът по история“ на Шепард е пособие, предназначено за професионални историци. Той има няколко издания, всички излезли в Ню Йорк и отпечатани от фирмата на „Хенри Холт и с-ие“. Първото издание е от 1911 г. След Първата световна война обаче настъпват важни промени в географията – разпадат се Австро-Унгарската, Руската и Османската империи; Германия губи колониите си; появяват се нови държави. Това налага през 1923 г. да се направи второ, допълнено издание. През 1926 г. излиза и трето, стереотипно издание. Пагинацията е еднаква във всички издания, добавките са дадени с индекси („Европа през 1924 г.“, стр. 168b-168c).
Атласът на Шепард има редица достойнства. Той подробно проследява историята на Западна Европа, САЩ и Латинска Америка, дава схеми на градове, свързани с важни исторически събития – Атина и Рим, Лондон, Париж и други. Оригинални са и схемите на средновековен феод и на манастир, както и етническите и расови карти. Полезно за професионалния историк е посочването на датите на присъединяване или загуба на територии и други важни събития.
Наред с това, атласът има и някои недостатъци. Малко място е отделено на историята на Източна Европа, Азия и Африка. Вероятно, причината е в недостатъчното развитие на историческите изследвания, засягащи тези области в началото на ХХ век. Това обаче създава впечатление за незначителност на тяхната история (в това число и на българската) в сравнение с американската и западноевропейската. Срещат се и някои фактологични грешки – например, в картата „Каролингите, Византия и арабите през 814 г.“ изобщо не е дадено съществуването на могъщата и голяма Българска държава, въпреки че по това време (началото на ХХ век) основните жалони в развитието ѝ през този период вече са били проучени и публикувани.
Въпреки всичко, атласът на Шепард не е загубил и до днес своята ценност и неговите карти дават важна информация за историческото развитие на света.